# Ogives
Ogives são quatro composições para piano escritas pelo francês Erik Satie no fim da década de 1880. Foram publicadas em 1889. Satie disse ter se inspirado nas janelas da Catedral de Notre-Dame de Paris ao compor as obras.
Em arquitetura, ogive se refere à curva que forma o contorno de uma obra gótica. As composições de Satie são calmas e lentas; ele queria referenciar uma grande órgão de tubos reverberando na profundidade duma catedral, e atingiu tal sonoridade usando harmonias completas.
Um arranjo de Ogive nº 2 (incorretamente intitulada "Ogive number 1") foi usada no álbum Pieces in a Modern Style (1999) de William Orbit, e posteriormente no filme Human Traffic.